# 広島市立長束西小学校
広島市立長束西小学校（ひろしましりつ ながつかにししょうがっこう）は、広島県広島市安佐南区長束西一丁目にある公立小学校。

## 概要
安佐南区の南端部、長束地区の西側の高台に位置する。児童数は319名（2012年4月現在）。当校の東にある広島市立長束小学校が、児童の増加によって校舎が手狭になったことから分離開校された学校である。敷地が隣合う広島市立長束中学校とは開校時期が一緒であるほか、校章もともに竹をモチーフとしているなど、当校と似通っている部分が多い。（竹をモチーフにしているのは周辺にある竹林から）
平成19-21年度の期間でひろしま型カリュキュラム算数科の研究実践校に指定された。

## 沿革
- 1984年（昭和59年）4月 - 広島市立長束小学校より分離開校

## 学区
- 広島市安佐南区
  - 長束西一丁目、同二丁目（山本小学校区を除く）、同三丁目～同五丁目
  - 長束町

出典は次の通り。

## 進路
卒業生は基本的に隣接する広島市立長束中学校に進学する。

## 交通アクセス
- 広島交通の祇園が丘・文化短大行き「平原会館前」停留所から徒歩5分。
- 鉄道ではJR可部線安芸長束駅から徒歩15分。